# Molí del Mig de Copons
El Molí del Mig de Copons és un edifici ubicat a Copons (Anoia) inclòs a l'Inventari del Patrimoni Arquitectònic de Catalunya.

## Descripció
El molí està situat en una zona d'horts als afores del nucli urbà de Copons. Està en ruïnes, però conserva un arc de pedra sota el qual hi ha un orifici perpendicular a terra que comunicava la sala de moldre amb el carcabà. Es conserven dues moles. Per la part del darrere es pot veure l'antiga bassa, que actualment serveix per regar. Del molí només hi queda l'estructura, que sembla de construcció bastant moderna (segle xviii). Segons la informació facilitada per l'ajuntament el molí data de 1778.